# 8578 Shojikato
8578 Shojikato eller 1996 WZ är en asteroid i huvudbältet som upptäcktes den 19 november 1996 av den japanska astronomen Takao Kobayashi vid Ōizumi-observatoriet. Den är uppkallad efter den japanske astrofysikern Shoji Kato.
Asteroiden har en diameter på ungefär 12 kilometer och den tillhör asteroidgruppen Eos.